# Euprosthenops schenkeli
Euprosthenops schenkeli là một loài nhện trong họ Pisauridae.
Loài này thuộc chi Euprosthenops. Euprosthenops schenkeli được Carl Friedrich Roewer miêu tả năm 1955.